# موزه ملی بحرین
موزه ملی بحرین (به عربی: متحف البحرین الوطنی‎) بزرگ‌ترین و قدیمی‌ترین موزه عمومی در بحرین است. این بنا در شهر منامه، مجاور تئاتر ملی بحرین واقع شده است. این مجموعه در ۱۵ دسامبر ۱۹۸۸ با هزینه ۳۰ میلیون دلار توسط پادشاه بحرین، عیسی بن سلمان آل خلیفه، افتتاح شد. این بنا ۲۷۸۰۰ متر مربع مساحت دارد و یکی از محبوب‌ترین جاذبه‌های گردشگری این کشور است. موزه ملی بحرین یکی از نخستین موزه‌های مدرن خاورمیانه به‌شمار می‌رود.

## تاریخچه

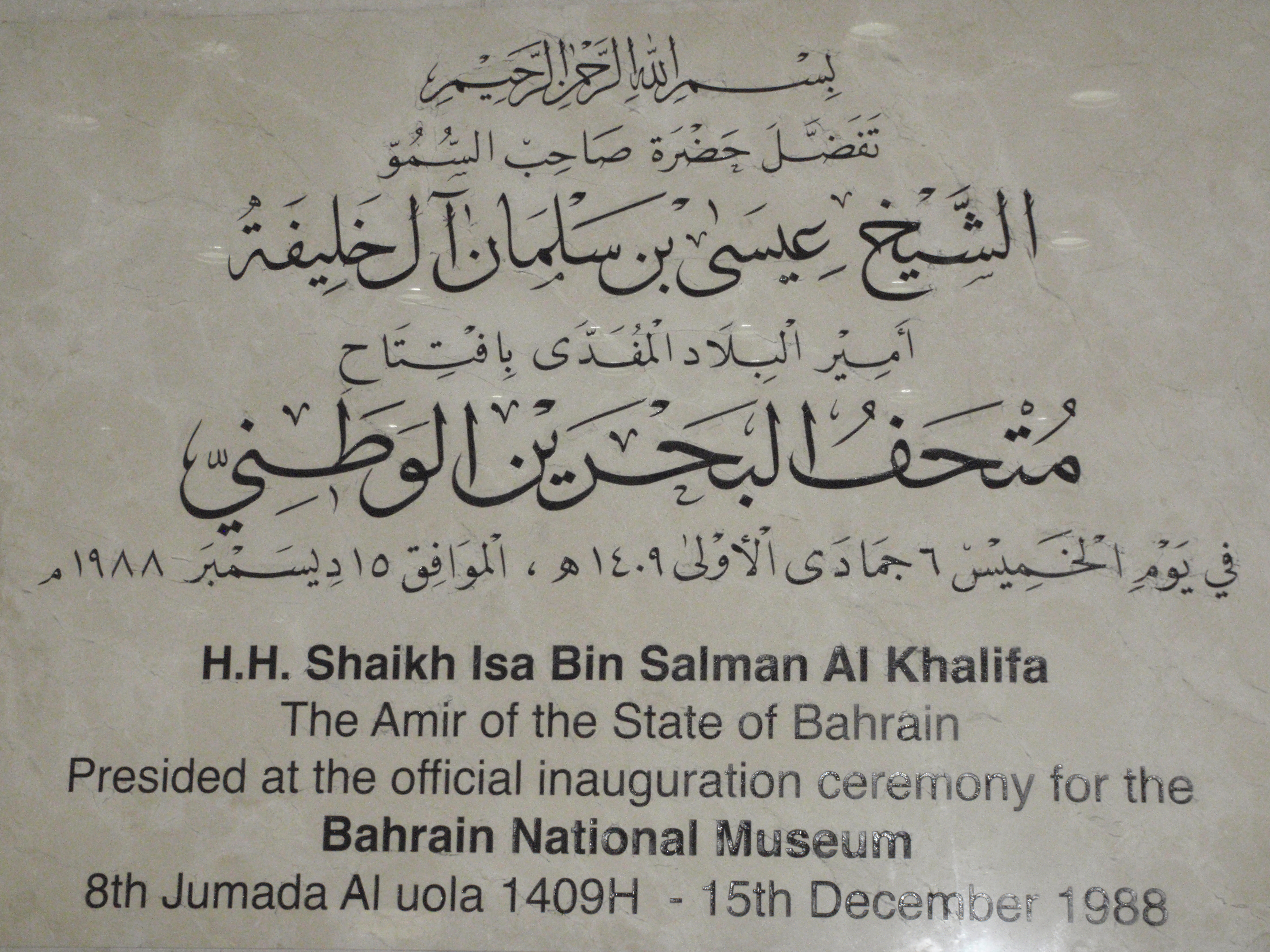
لوح یادبود افتتاح موزه

در سال ۱۹۵۷، نخستین نمایشگاه آثار باستان‌شناسی در بحرین با همکاری هیئت باستان‌شناسی دانمارکی اعزام‌شده به قلعه بحرین، در دبیرستان هدایه پسران در محرق برگزار شد. این نمایشگاه موقت که تنها چند روز ادامه داشت، با استقبال چشم‌گیری از سوی جامعه بحرینی مواجه شد و علاقه به باستان‌شناسی را در میان مردم افزایش داد. در سال ۱۹۶۷، توافق‌نامه‌ای فرهنگی میان یونسکو و دولت بحرین امضا شد که زمینه را برای احداث موزه‌ای ملی فراهم کرد. نخستین موزه ملی در ۴ مارس ۱۹۷۰ در ساختمان دولت واقع در منامه، توسط رئیس وقت شورای دولت، خلیفه بن سلمان آل خلیفه، افتتاح شد.
موزه مدرن توسط معماران دانمارکی «کرون و هارتویگ راسموسن» طراحی و در دسامبر ۱۹۸۸ به‌طور رسمی افتتاح شد. این بنا بر روی شبه‌جزیره‌ای مصنوعی ساخته شده که مشرف به جزیره همجوار محرق است. موزه از دو ساختمان تشکیل شده که در مجموع ۲۰٬۰۰۰ متر مربع زیربنا دارند. این مجموعه شامل شش نمایشگاه دائمی، یک تالار آموزشی، فروشگاه کادوئی و کافه‌تریا، به‌علاوه دفاتر اداری، آزمایشگاه‌ها، انبارهایی برای نگهداری آثار و پارکینگ می‌باشد. موزه در سال ۲۰۱۳ بیست‌وپنجمین سالگرد تأسیس خود را با بازسازی تالار گورهای دلمون و برگزاری یک کنفرانس بین‌المللی دربارهٔ توسعه موزه‌ها گرامی داشت.

## مجموعه‌ها
موزه ملی بحرین دارای مجموعه‌ای از آثار باستان‌شناسی کهن این کشور است که از سال ۱۹۸۸ گردآوری شده و حدود ۵۰۰۰ سال از تاریخ بحرین را دربر می‌گیرد. این مجموعه شامل سه تالار است که به باستان‌شناسی و تمدن باستانی دیلمون اختصاص دارد، در حالی‌که دو تالار دیگر فرهنگ و شیوه زندگی بحرین در گذشتهٔ نزدیکِ پیشاصنعتی را به تصویر می‌کشند. در سال ۱۹۹۳، تالار دیگری با عنوان «تالار تاریخ طبیعی» افتتاح شد که به محیط زیست طبیعی بحرین می‌پردازد. این تالار شامل نمونه‌هایی از گونه‌های گیاهی و جانوری بحرین است.

### تالار دیلمون
این تالار به آثار و تاریخ تمدن دیلمون از حدود ۵۰۰۰ پیش از میلاد تا ۴۰۰ پیش از میلاد اختصاص دارد و به‌ویژه بر شبکه گسترده بازرگانی این تمدن با میان‌رودان و تمدن دره سند تمرکز دارد. در این بخش، مُهرهای استامپی دیلمونی، اشیای به‌دست‌آمده از معبد باربار و سار، و سفال‌های دیلمونی به نمایش گذاشته شده‌اند. یکی از آثار برجسته این مجموعه، «سنگ دوران» است؛ تندیسی بلند از سنگ بازالت سیاه‌رنگ که به دوران بابل بازمی‌گردد. بخش دیگری از این تالار، صحنه‌ای بازسازی‌شده از حماسه گیلگمش را به نمایش می‌گذارد که در آن از بحرین به‌عنوان بهشت دیلمون یاد شده است.

### تالار گورهای دیلمون
این تالار به آیین‌های تدفین در تمدن دیلمون اختصاص دارد و شامل یک تپه تدفینی واقعی است که از محل اصلی خود در منطقه عالی به موزه منتقل و در آنجا بازسازی شده است. این تالار در سال ۲۰۱۳ برای بازسازی بسته شد و در تاریخ ۲۶ ژوئن ۲۰۱۸ مجدداً به روی عموم گشوده شد. طراحی جدید این تالار توسط معمار فرانسوی، دیدیه بلین، انجام گرفت و در آن از رسانه‌های چندرسانه‌ای نوین و یافته‌های آخرین کاوش‌های باستان‌شناسی بهره گرفته شده است. در سال ۲۰۱۹، گورستان‌های دیلمونی بحرین در فهرست میراث جهانی یونسکو به ثبت رسیدند.

### تالار تایلوس و اسلام
این تالار به دوره‌ای از تاریخ بحرین می‌پردازد که از سده دوم پیش از میلاد آغاز شده و تحت تأثیر فرهنگ هلنیستی قرار داشته است، و شامل تعاملات بحرین با امپراتوری سلوکی و پادشاهی کاراکنه می‌شود. در این بخش، ظروف سفالی لعاب‌دار، شیشه‌ای، ظروف سنگی آلاباستر و جواهراتی از آن دوران به نمایش گذاشته شده‌اند.
بخش اسلامی این نمایشگاه، دوره پذیرش اسلام در بحرین از سده هفتم میلادی تا قرن هجدهم را دربر می‌گیرد. در این بخش آثاری از مسجد خمیس، کهن‌ترین مسجد بحرین، به همراه کتیبه‌های کوفی، تیرک‌های چوبی، و اشیای سفالی و شیشه‌ای به نمایش درآمده‌اند.

### تالار اسناد و نسخ خطی
در این تالار نسخه‌های نادر قرآن کریم مربوط به سده‌های سیزدهم و چهاردهم میلادی، یادداشت‌هایی دربارهٔ نجوم، و اسناد و نامه‌های تاریخی از خاندان آل خلیفه به نمایش گذاشته شده‌اند.